# Cuenca del Guadarrama
Die Comarca Cuenca del Guadarrama ist eine der neun Comarcas in der autonomen Gemeinschaft Madrid.
Die im Westen gelegene Comarca umfasst 19 Gemeinden auf einer Fläche von 770,03 km².

## Gemeinden
| Gemeinde                      | Einwohner (2024) | Fläche km² | Dichte Einw./km² | Cod INE | Postleitzahl |
| ----------------------------- | ---------------- | ---------- | ---------------- | ------- | ------------ |
| Alpedrete                     | 15.543           | 12,64      | 1.230            | 28010   | 28430        |
| Becerril de la Sierra         | 6.573            | 30,35      | 217              | 28018   | 28490        |
| El Boalo                      | 8.547            | 39,59      | 216              | 28023   | 28413        |
| Brunete                       | 11.300           | 48,94      | 231              | 28026   | 28690        |
| Cercedilla                    | 7.647            | 35,78      | 214              | 28038   | 28470        |
| Collado Mediano               | 7.547            | 22,57      | 334              | 28046   | 28450, 28459 |
| Collado Villalba              | 66.698           | 26,52      | 2.515            | 28047   | 28400        |
| Colmenarejo                   | 9.623            | 31,70      | 304              | 28044   | 28270        |
| El Escorial                   | 17.176           | 68,75      | 250              | 28054   | 28280        |
| Galapagar                     | 36.184           | 64,99      | 557              | 28061   | 28260        |
| Guadarrama                    | 17.062           | 56,98      | 299              | 28068   | 28440, 28480 |
| Los Molinos                   | 4.731            | 19,56      | 242              | 28087   | 28460        |
| Moralzarzal                   | 14.586           | 42,56      | 343              | 28090   | 28411        |
| Navacerrada                   | 3.290            | 27,29      | 121              | 28093   | 28491        |
| Quijorna                      | 4.001            | 25,71      | 156              | 28119   | 28693        |
| San Lorenzo de El Escorial    | 18.735           | 56,40      | 332              | 28131   | 28200        |
| Valdemorillo                  | 14.164           | 93,68      | 151              | 28160   | 28210        |
| Villanueva de la Cañada       | 23.799           | 34,92      | 682              | 28176   | 28691        |
| Villanueva del Pardillo       | 18.086           | 25,35      | 713              | 28177   | 28229        |
| Comarca Cuenca del Guadarrama | 305.292          | 770,03     | 396              | –       | –            |

Zur Comarca gehören noch die beiden gemeindefreien Gebiete Los Baldíos mit einer Fläche von 5,10 km² und El Redegüelo mit einer Fläche von 0,65 km².
1. ↑  Instituto Nacional de Estadística Municipal Register of Spain